# Kantongatan
Kantongatan är en bebyggelse i ett historiskt område väster om Drottningholms slottspark på Lovön, Stockholms län. SCB avgränsade 2015 här en småort, som sedan avregistrerades 2020 när de boende understeg 50.

## Historia
Området anlades som ett mönstersamhälle under 1700-talets mitt på initiativ av Lovisa Ulrika och hennes make Adolf Fredrik. På 1700-talet kallades det lilla brukssamhället enbart Drottningholms Hall- och Manufakturrätt och här skulle olika manufakturer arbeta utan skråtvång. Då låg byggnaderna mycket samlade och på äldre kartor syns en stadsplanering med en enkel rutnätsplan. När flera hus flyttats eller rivits glesnade tomterna. Genom senare flyttningar har symmetrin delvis återskapats. Kantons  brukssamhälle räknas även som en av förebilderna för den svenska trädgårdsstaden.
Från Kantongatans norra del fanns fram till 1900-talets början en direkt tillfartsväg till slottet. Här fanns Grindstugan, även kallad Kantonbommen. Vid Kantongatans södra del (hus nummer 11) ligger Lilla Kina som byggdes 1753, samtidigt med första Kina slott. Kantongatans allé har sin raka fortsättning nordväst om Ekerövägen, där den heter Skolallén. På 1750-talet hade även en allé dragits exakt västerut till Lovö kyrka, som numera heter Lovö kyrkallé.
På Kanton etablerade sig en manufaktur för eleganta produkter som finsmide, spetsknyppling och sidenväveri. För produktion av siden lät Lovisa Ulrika  plantera mullbärsträd till silkesmaskarnas uppfödning. Sidenvävare från Frankrike kallades till Sverige för att väva, men tillverkningen fungerade inte särskilt bra i det svenska klimatet och lades ned efter tio år.
Initiativet med en hantverksby vittnar om Lovisa Ulrikas intresse för handslöjd och dess befrämjande. Manufakturens produkter användes till stor del för slottets eget behov, bland annat i samband med bygget av Kina slott. I en tid då kinesisk kultur och konst var högsta mode skulle namnet Kanton föra tanken till den kinesiska handelsstaden med samma namn (numera Guangzhou). Bebyggelsen är dock typisk svensk. Under Kantons blomstringstid, som varade till 1767, bodde i genomsnitt 70 till 80 personer i samhället. Någon större betydelse fick Kanton aldrig som industriell faktor. De flesta inrättningar förföll efter Adolf Fredriks bortgång 1771.
Alla byggnader längs Kantongatan hade ursprungligen en enhetlig ljus kulör, som var bruklig för byggnader intill Drottningholms slott. Man ville ge husen en färgsättning som gav intryck av stenhus. Idag finns ett tiotal hus bevarade, dessa är moderniserade och bebos av privatpersoner. Hela området ingår sedan 1991 i Unescos världsarv. Byggnaderna är byggnadsminnen som ägs och förvaltas av Statens fastighetsverk.

## Byggnader i urval
Husnumreringen går från söder till norr.
| Bild | Beteckning | Beskrivning |
| ---- | ---------- | --- |
|      | Kanton 1   | Första huset på högra sidan är en rödmålad träbyggnad med brutet och valmat tak, täckt med enkupigt taktegel. Huset uppfördes i slutet av 1750-talet. Ett foto från 1895 visar att Kanton 1 då fortfarande hade sin ljusa kulör. Huset har alltid varit bostad, bland hyresgästerna märks bland andra kammarlakejen Schildknecht (1760-talet), operasångaren Christopher Karsten med familj och arvingar (1781-1870) samt slottsarkitekten Axel Fredrik Nyström (1890-talet). 1958 blev huset ombyggt till två lägenheter. I trädgården bakom finns ett runt lusthus känt som Karstens sångartempel. 59°19′07″N 17°52′16″Ö / 59.31861°N 17.87111°Ö |
|      | Kanton 2   | Första huset på vänstra sidan är en gulmålad träbyggnad med brutet, valmat tak, täckt med svartmålad bandplåt. Huset hör till den ursprungliga Kantonbebyggelsen och uppfördes 1758 som manufaktur för silkesproduktion. År 1762 blev det bostad för bland andra en jägarbetjänt, Gustav Badin som var Lovisa Ulrikas page och sedermera fick disponera huset på livstid. Efter honom donerades huset till ekonomidirektören Grill. Kanton 2 har genomgått många renoveringar och ombyggnader, bekostade av arrendatorerna under 1800-talet och 1900-talets första decennier. Senast bodde här arkitekt Anders Tengbom fram till sin död år 2009. 59°19′06″N 17°52′15″Ö / 59.31833°N 17.87083°Ö |
|      | Kanton 3   | Andra huset på vänstra sidan är en gulockramålad träbyggnad med brutet, valmat tak, täckt med enkupigt taktegel. Huset är en kopia från 1987. Det ursprungliga hus Kanton 3 uppfördes kring 1760 som spetsfabrik. För tillverkningen och arbetsledningen hämtades yrkeskunniga personer från utlandet, bland andra två katolska kvinnor från Brabant. De som utförde arbetena var fattiga unga flickor som på detta vis fick sin försörjning. Eftersom den ursprungliga byggnaden var i mycket dåligt skick fick den rivas och återuppbyggas. Vissa delar, exempelvis fönsterluckorna, kunde återanvändas. 59°19′08″N 17°52′12″Ö / 59.31889°N 17.87000°Ö |
|      | Kanton 4   | Andra huset på högra sidan är en gulmålad träbyggnad med brutet, valmat tak, täckt med enkupigt taktegel. Förmodligen är det av de tidigaste husen som uppfördes i området omkring 1760, men den ursprungliga funktionen är oklar. Det kan ha varit en band- och/eller en gevärsfabrik. År 1826 revs huset och ett nytt uppfördes på samma plats troligen av äldre byggnadsmaterial. På 1940-talet var det dags igen, då togs Kanton 4 ner och återuppfördes på nytt i moderniserat skick och lite närmare vägen. 59°19′08″N 17°52′13″Ö / 59.31889°N 17.87028°Ö |
|      | Kanton 5   | Tredje huset på högra sidan är en gulockramålad träbyggnad med brutet tak, täckt med enkupigt taktegel. Huset härstammar från den ursprungliga manufakturverksamheten och var 1762 strumpfabrik. År 1777 flyttade pistolsmeden Nusbaum in i huset. Enligt inventariet bodde 1815 svarvare Gorkes änka här, då fanns åtta rum och en trädgårdstäppa. År 1941 flyttades huset till sin nuvarande plats, innan dess låg det lite längre norrut, mittemot Kanton 6. I samband med flytten moderniserades huset. 59°19′10″N 17°52′11″Ö / 59.31944°N 17.86972°Ö |
|      | Kanton 6   | Tredje huset på vänstra sida är en rödmålad med brutet tak, täckt med enkupigt taktegel, den ursprungliga fasadkulören var gul. Huset härstammar från den ursprungliga manufakturverksamheten och var 1762 broderiverkstad men ändrades senare till snickeri. På en karta från 1813 framgår att det var kammartjänare Pappilons hus. 1815 års byggnadsinventering uppger att åldfrun vid Kina slott, kammartjänare Pappilons änka, bodde i huset på livstid. En skylt över entrédörren talar om: ”Detta hus är reparerat, panelat ock målat år 1782”. 59°19′08″N 17°52′11″Ö / 59.31889°N 17.86972°Ö |
|      | Kanton 7-8 | Femte huset på vänstra sida är en vinkelbyggnad med två bostäder, som är vitmålad, har brutet tak och är täckt med enkupigt taktegel. Det uppfördes i början av 1760-talet och var en del av manufakturverksamheten. I byggnadsförteckningen från 1777 beskrivs husen som "2ne hus för Jägare att bebo". År 1813 bodde fru Happe här, hon var änka efter trädgårdsmästare Happe. Inom tomten fanns förutom själva bostadshuset och trädgården bland annat brygghus, flera fähus, redskapshus, bod, stall, spruthus, vedbod och ett hus för svanarna (kanske för vintervistelse). Kanton 7–8 utarrenderades som bostad under 1800-talet och in på 1930-talet. I slutet av 1930-talet genomfördes en omfattande renovering och modernisering av huset. 59°19′11″N 17°52′06″Ö / 59.31972°N 17.86833°Ö |
|      | Kanton 9   | Sista huset på vänstra sidan (strax före Ekerövägen) är ett oljemålat trähus i gulockra kulör, knutbrädorna är vita. Taket är brutet och täckt med enkupigt taktegel. Mot gatan finns en frontespis krönt av ett litet klocktorn. Kanton 9 uppfördes någon gång efter 1762. Enligt 1777 års inventering bodde Assesoren och Oekonomihovmästaren Hedman i huset. Vägen till Lovö kyrka gick förbi här. Mittemot Kanton 9 fanns tidigare ytterligare flera hus som numera är rivna. Mellan 1871 och 1930-talet var huset folkskola med lärarbostad. Därefter blev det privatbostad. År 1939 genomfördes en omfattande renovering och modernisering. 59°19′11″N 17°52′03″Ö / 59.31972°N 17.86750°Ö |

## Småort
SCB ändrade 2015 sin metod för att ta fram statistik om tätorter och småorter. Bebyggelsen på Kantongatan visade sig efter denna revision inte längre tillhöra tätorten Drottningholm utan kom att utgöra en egen småort med småortskod S0228. Bebyggelsen hade då 59 invånare över 6 hektar.